# Tawas City
Tawas City is een plaats (city) in de Amerikaanse staat Michigan, en valt bestuurlijk gezien onder Iosco County.

## Demografie
Bij de volkstelling in 2000 werd het aantal inwoners vastgesteld op 2005.
In 2006 is het aantal inwoners door het United States Census Bureau geschat op 1937, een daling van 68 (-3.4%).

## Geografie
Volgens het United States Census Bureau beslaat de plaats een oppervlakte van
5,5 km², waarvan 4,4 km² land en 1,1 km² water. Tawas City ligt op ongeveer 180 m boven zeeniveau.

## Plaatsen in de nabije omgeving
De onderstaande figuur toont nabijgelegen plaatsen in een straal van 28 km rond Tawas City.